# Abbaye de Saint-Génis-des-Fontaines
L’abbaye de Saint-Génis-des-Fontaines est un ancien monastère bénédictin situé dans le centre du village de Saint-Génis-des-Fontaines dans le département français des Pyrénées-Orientales et la région Occitanie. 
Il n'y a plus de moines dans l'abbaye depuis la Révolution française, mais les bâtiments subsistent toujours, notamment l'église, aujourd'hui église paroissiale, et le cloître. Les autres bâtiments sont pour la plupart devenus des propriétés privées.

## Historique
Le monastère fut vraisemblablement fondé au VIIIe siècle, voire au tout début du IXe siècle. Toujours est-il qu'il existait déjà en 819, date de sa première mention, dans laquelle est nommé son fondateur, l'abbé Sentimirus,. Environ un siècle plus tard, le monastère ayant été saccagé, un acte daté du 9 juillet 981 émanant de Lothaire (roi de la dynastie carolingienne régnant alors sur la France) confirme le rétablissement total des bâtiments qui ont été détruits par les païens (probablement des Normands). Placée sous la protection directe des souverains successifs de la province (les comtes du Roussillon puis les rois d'Aragon), l'abbaye entre en plein essor, comme l'atteste une nouvelle consécration de l'église, alors agrandie, en 1153. Un peu plus tard, au XIIIe siècle, un cloître en marbre est ajouté au nord-est de l'église abbatiale.
Les bienfaiteurs se font inhumer à l'abbaye comme l'atteste le testament de dame Alisende daté de 1187
Puis vint le déclin, inexorable, comme nombre de monastères des environs, et le rattachement à l'abbaye de Montserrat pour éviter la ruine. À la Révolution, les moines sont chassés et les locaux deviennent propriété de la Nation. Les anciens bâtiments conventuels sont alors répartis entre plusieurs propriétaires, et ce n'est que cinquante ans plus tard, en 1846, que l'église est rendue au culte (elle devient l'église paroissiale du village).
Le cloître connut un sort moins enviable puisqu'il fut dépecé et vendu à un antiquaire au début du XXe siècle. Il put cependant faire son retour à Saint-Genis dans les années 1980, où on procéda à sa réinstallation en s'aidant de clichés anciens.

## Les bâtiments

### L'église abbatiale
L'église abbatiale est dédiée à saint Michel. Elle a été construite, en même temps que le monastère au VIIIe siècle, mais il reste peu d'éléments visibles de cette église primitive, remaniée (voire reconstruite) après les destructions au Xe siècle. Les vestiges constituent les soubassements de l'église actuelle, mais aussi le plan du chevet à abside majeure et absidioles très profondes (voûtées en cul-de-four), et un transept très prononcé.
Le monument fut profondément remanié au XIIe siècle, tout en conservant tout ou partie du plan d'origine. Les parties hautes ont été reprises afin de permettre l'établissement d'une voûte en berceau sur le transept, auparavant charpenté, tout comme la nef. Celle-ci fut cependant presque totalement reconstruite pour être voûtée, car les murs primitifs n'étaient certainement pas assez robustes pour soutenir un tel poids. Le chevet fut aussi remanié, avec une reprise des voûtes des absides et la mise en place d'un décor peint dont il reste quelques vestiges. Une fois les travaux achevés, l'église fut consacrée en 1153.
L'église abbatiale est classée au titre des monuments historiques par arrêté du 28 septembre 1966.
L'église présente aujourd'hui un plan en forme de croix latine, typique de l'architecture romane, avec une seule nef débouchant sur un transept pourvu de trois absides.
Le mobilier consiste essentiellement en plusieurs retables baroques, notamment le retable central réalisé au début du XVIIe siècle, entièrement en bois peint.
L'édifice est dominé par deux clochers-tours (le plus important s'élève sur la croisée du transept), récemment restaurés, qui sont tous deux le fruit de plusieurs campagnes de construction.

### La façade principale
La façade de l'église comporte plusieurs ossuaires et sculptures romanes, mais elle est surtout connue pour le portail en marbre blanc comportant le fameux linteau de Saint-Génis en marbre blanc, la plus ancienne sculpture romane datée.
Les inscriptions funéraires sur les ossuaires indiquent les sépultures de moines ou de personnalités proches de l'abbaye. On trouve notamment deux pierres tombales représentant le défunt couché les bras croisés.

### Le cloître

#### Historique
Il existait très certainement déjà un cloître, mais aucune trace n'en a été découverte lors des travaux entrepris dans les années 1980 pour le rétablissement de l'actuel. Le cloître actuel de l'abbaye date de la fin du XIIIe siècle. On sait d'après une épitaphe qu'il était achevé en 1271.
Vendu comme bien national à la Révolution, le cloître est fragmenté entre plusieurs propriétaires. En 1924, l'antiquaire parisien Paul Gouvert acquiert les trois-quarts du cloître. Le tout est alors démantelé, sauf le quart Sud-Est (six colonnes, trois colonnettes avec le pilier d'angle) car son propriétaire avait refusé de céder sa partie du cloître. Les galeries sont désormais supportées par des piliers en brique. L'antiquaire fait alors sculpter des copies de 23 chapiteaux en véritable marbre rose de Villefranche-de-Conflent, tant et si bien qu'il peut vendre deux cloîtres, plus petits que celui d'origine. Un est installé au domaine des Mesnuls (Yvelines), tandis que l'autre est expédié outre-Atlantique au Philadelphia Museum of Art. Un ensemble comportant deux arcs et leurs trois supports complets (chapiteau, colonne et base) est même offert par Gouvert au Louvre en 1925. Ce qui reste du cloître (le quart Sud-Est) est alors classé monument historique.
Cinquante ans plus tard, l'État rachète le cloître des Mesnuls, qui était constitué de la plupart des éléments d'origine (du moins pour la majorité des chapiteaux). Le musée du Louvre restitue également ses deux arcades en vue de la reconstruction du cloître. Les pierres exportées aux États-Unis, dont une grande partie sont en fait des copies, ne pourront cependant pas être rapatriées. Les travaux de réinstallation du cloître débutent en 1986 et durent jusqu'en 1987, les éléments manquants étant remplacés par de nouveaux, sculptés dans la même pierre. La restauration s'achève en 1994.
Le cloître bénéficie de deux classements au titre des monuments historiques par arrêtés des 17 juillet 1924 et 5 mai 1975.

#### La sculpture
La période de construction du cloître (années 1250-1260) explique son style "roman tardif", avec les jeux de couleurs sur les différents marbres employés et le trait de la sculpture des chapiteaux.
Celle-ci peut d'ailleurs paraître assez fruste au regard des chapiteaux de Serrabone ou encore de Saint-Michel de Cuxa. Assez prononcés aux angles des corbeilles des chapiteaux, les reliefs deviennent des méplats sur les faces. Certains spécialistes ont avancé que ceux-ci devaient être peints. Une tortue, un rat et un hibou sont sculptés sur le 16e pilier du cloitre. Ils représentent la faune locale.[réf. nécessaire]

## Galerie d'images

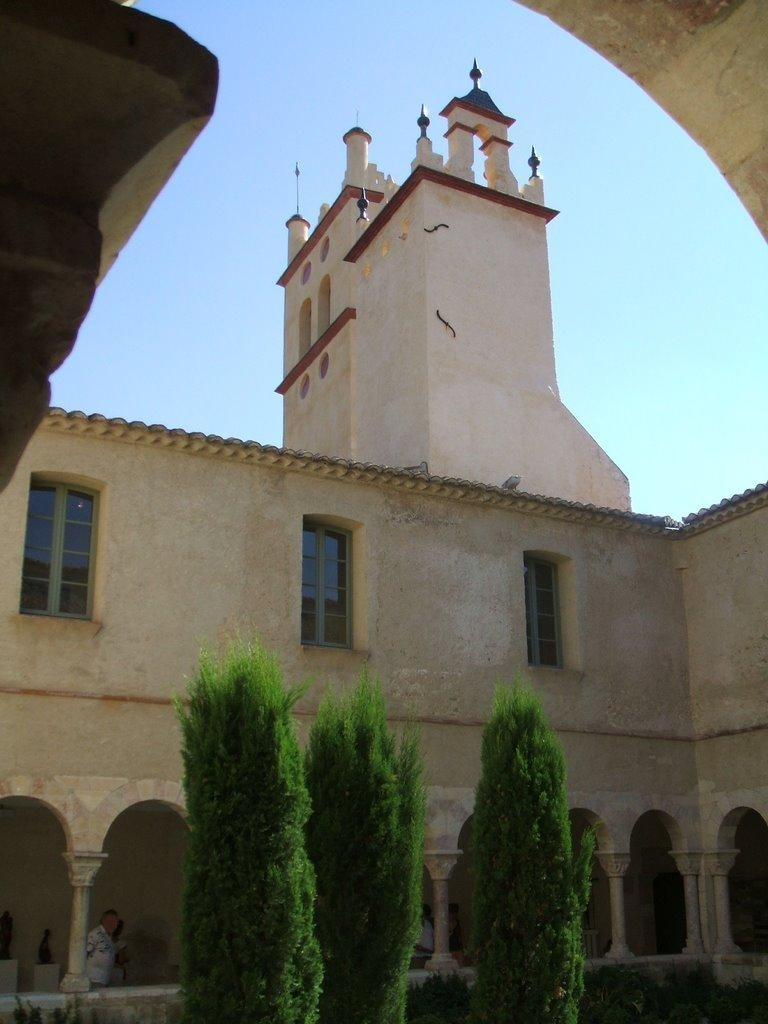
Vue du cloître et du clocher.
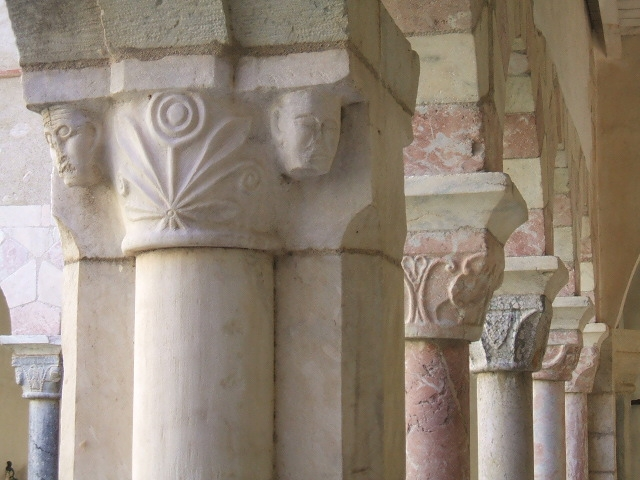
Enfilade de chapiteaux du cloître.
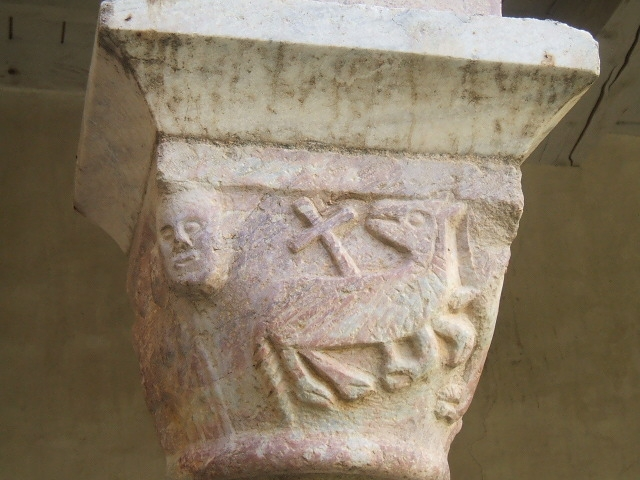
Chapiteau du cloître.
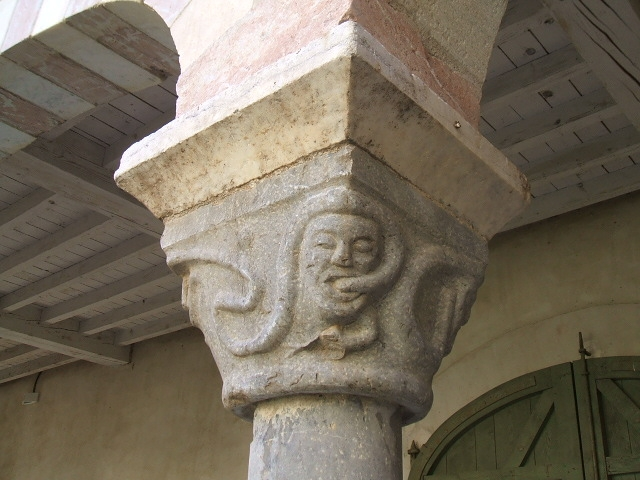
Chapiteau du cloître.
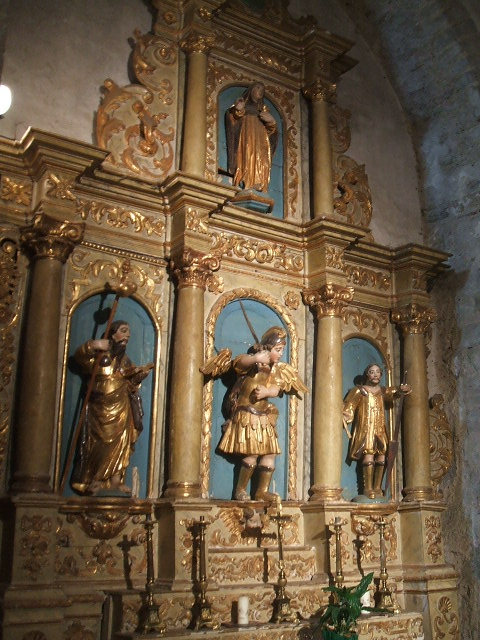
Retable Saint-Michel (XVIIIe siècle).
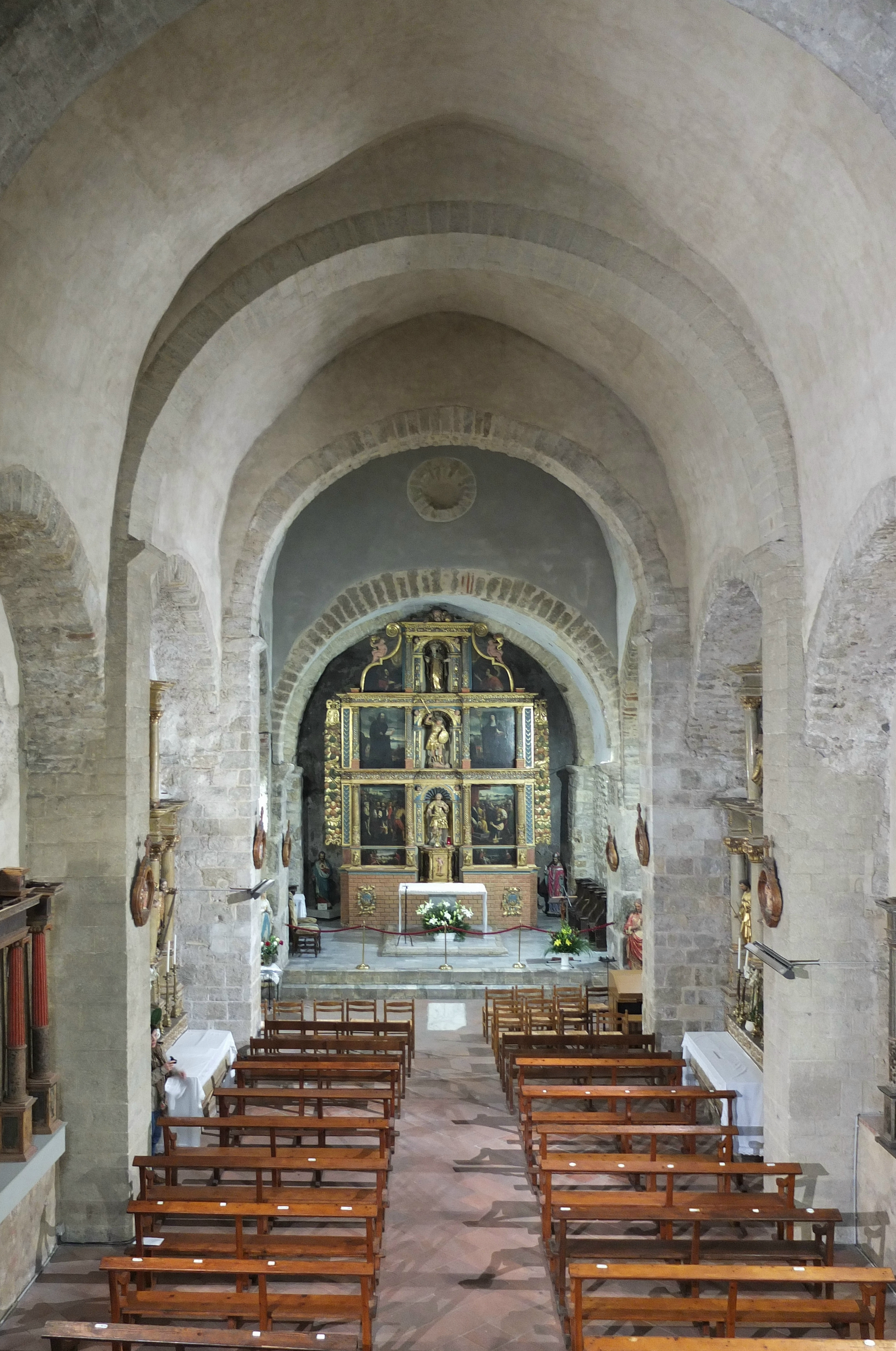
Vue intérieure de l'église.
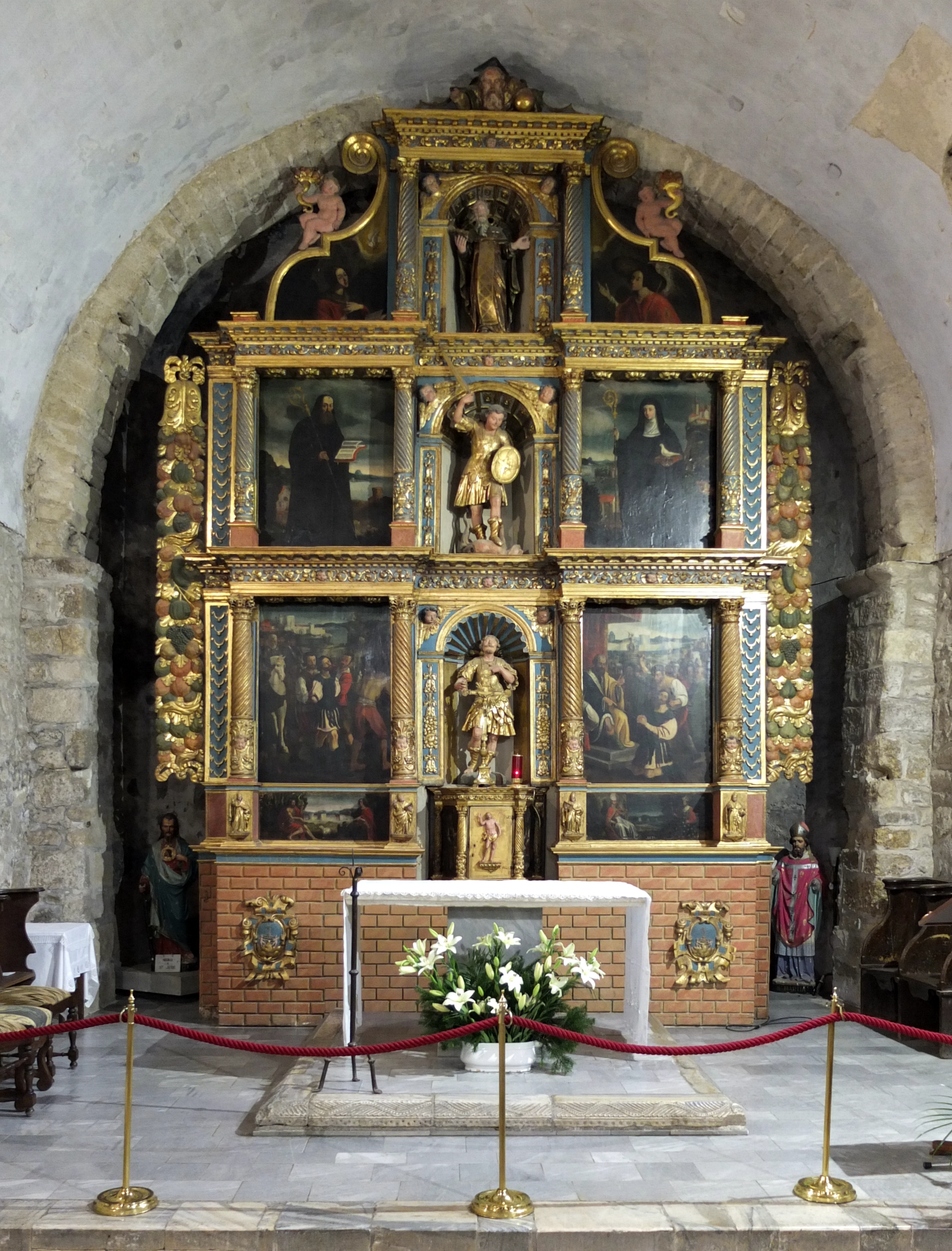
Maître-Autel.
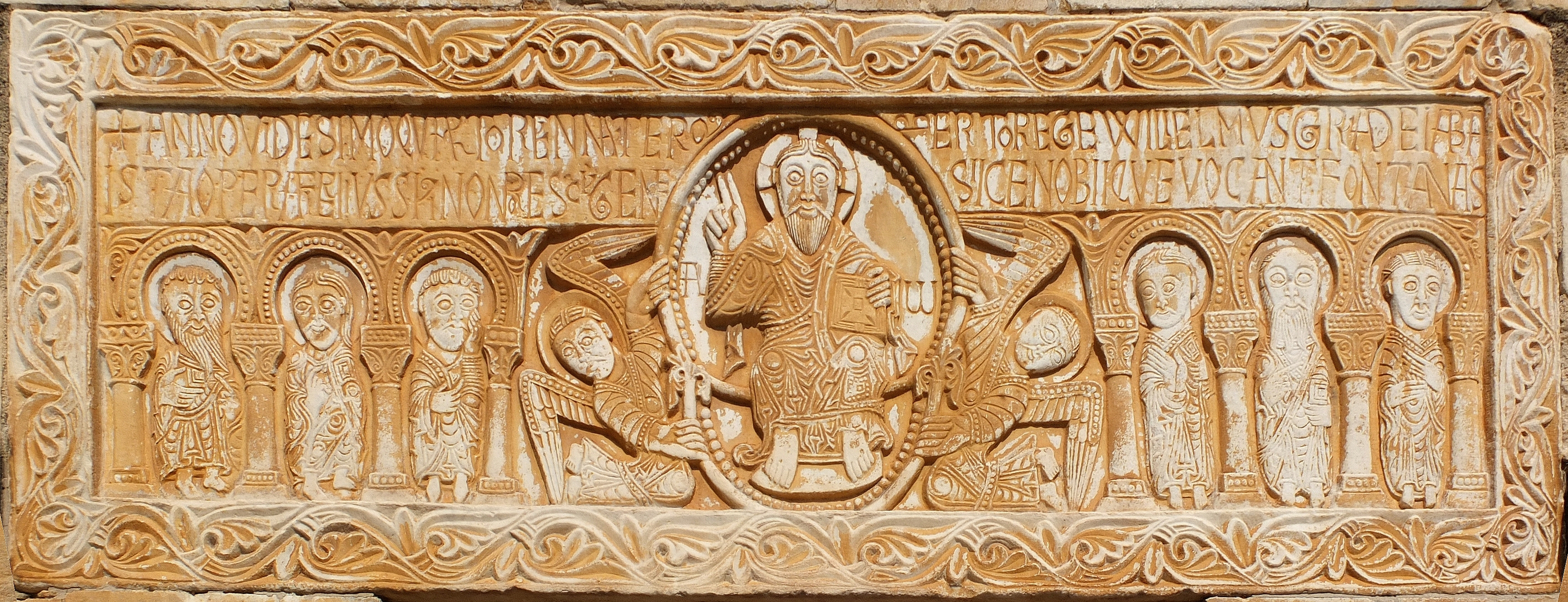
Le linteau.
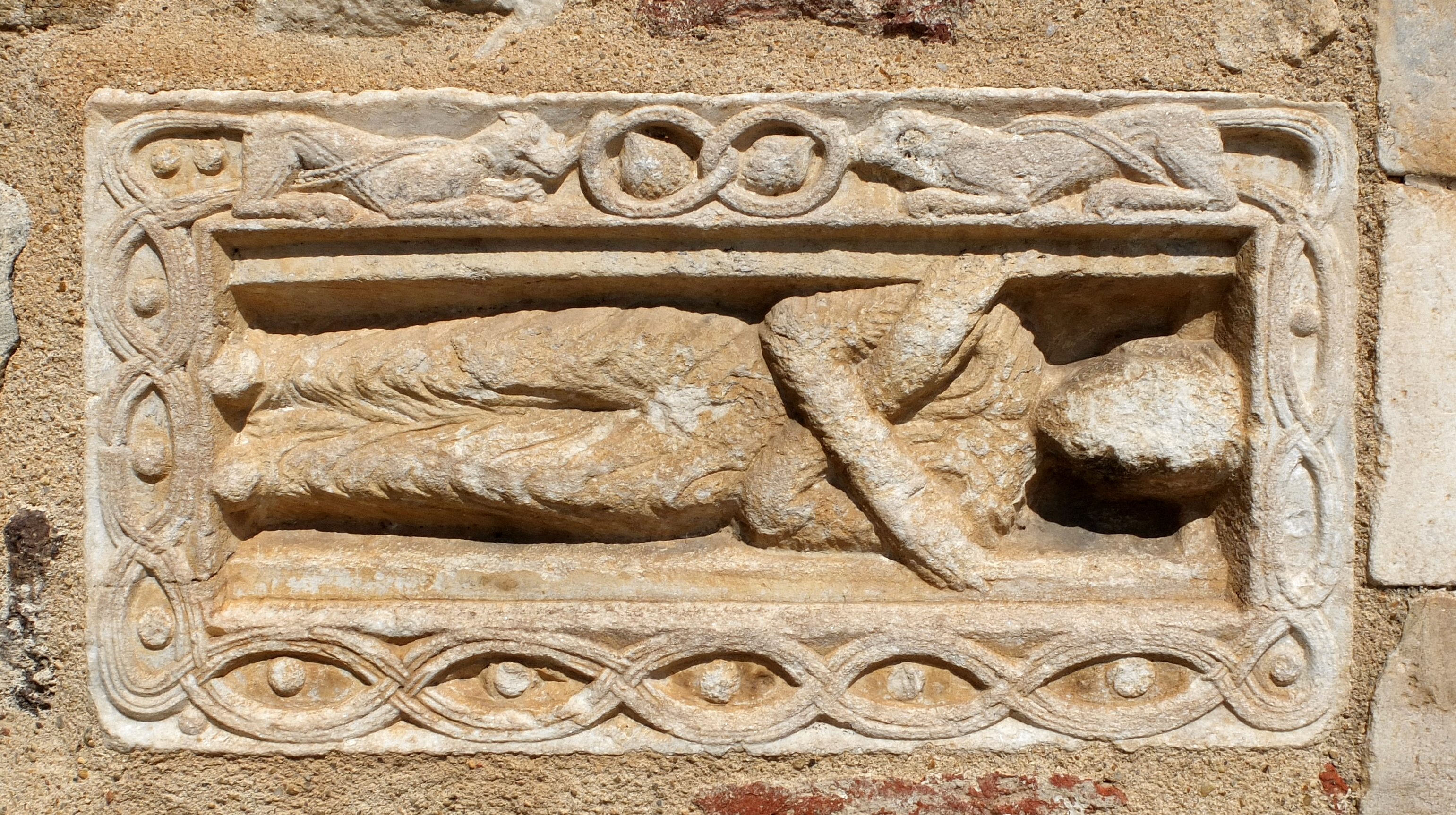
Pierre tombale à gauche du portail.
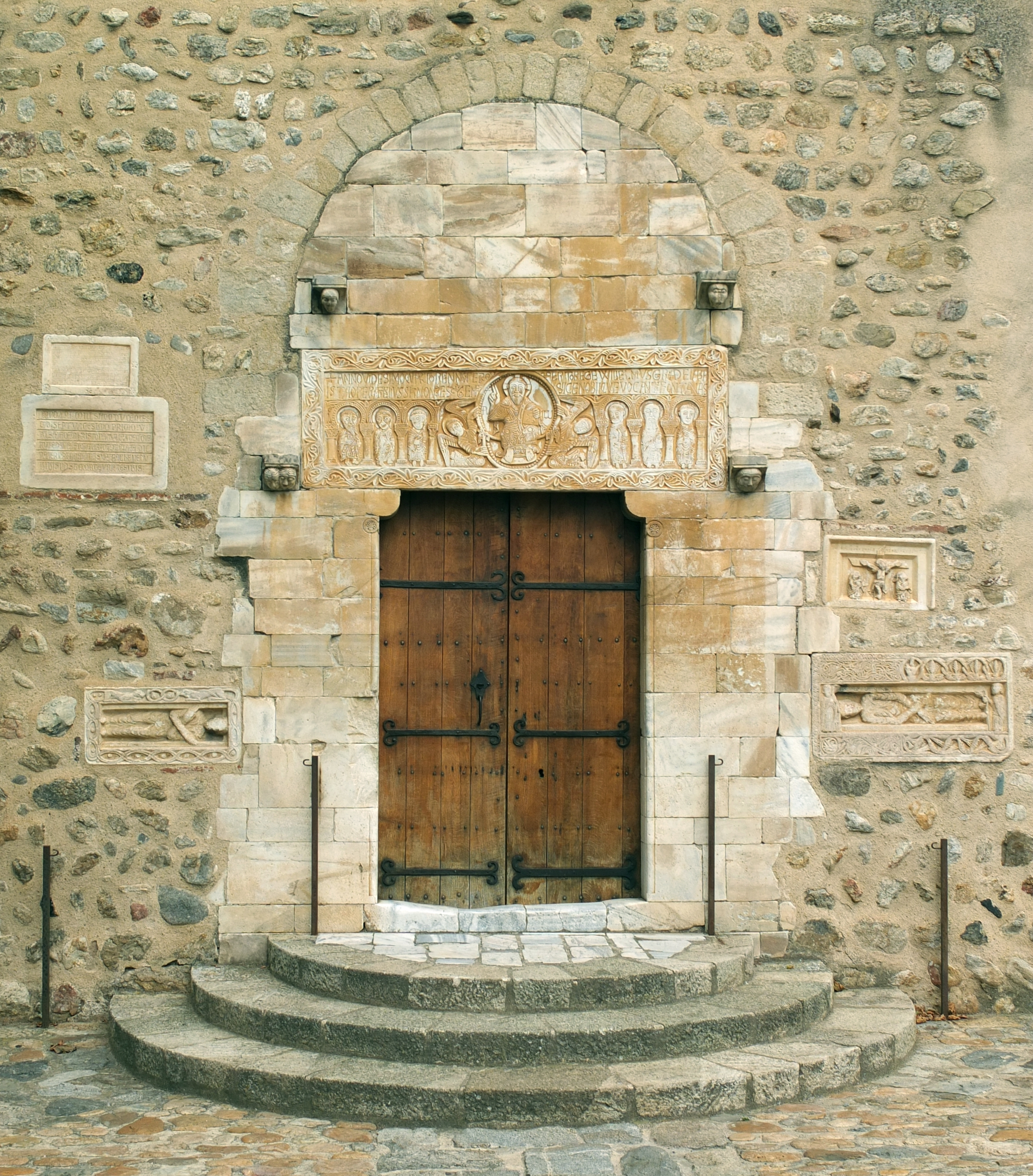
Le portail.
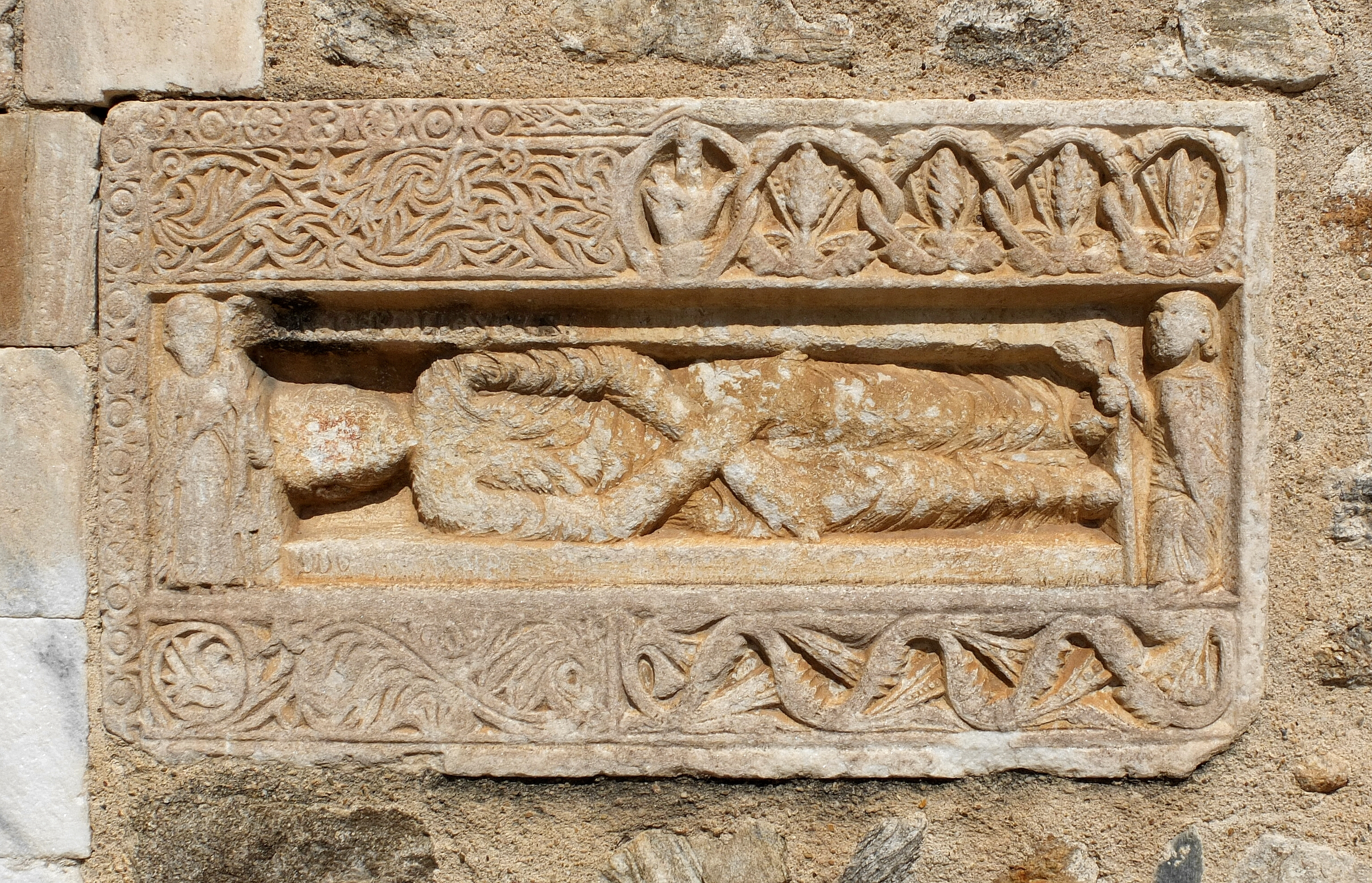
Pierre tombale à droite du portail.
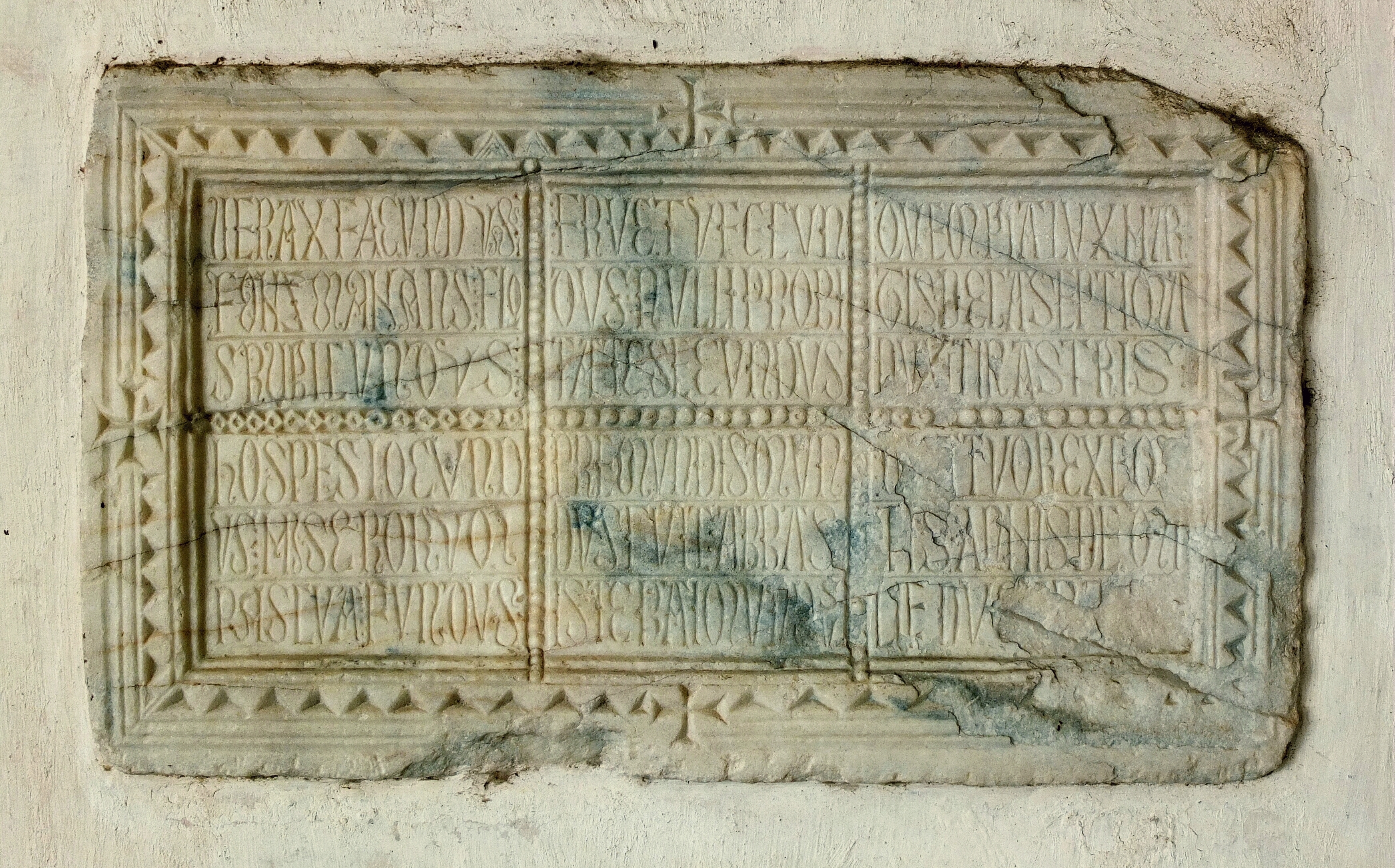
Épitaphe de l'abbé Raymond II (+ 1196).
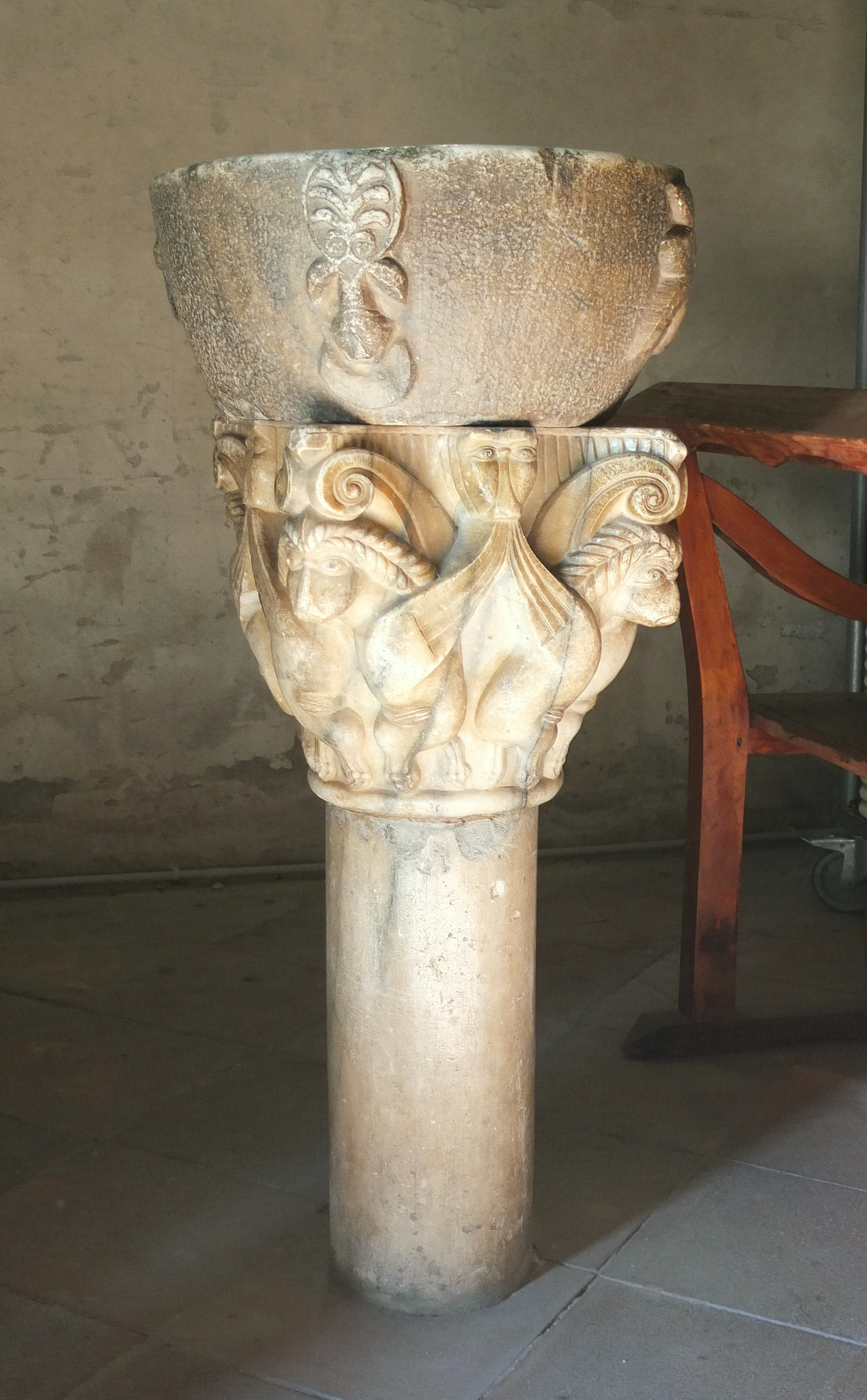
Bénitier (XIe siècle).

### Contacts
- Louis Boulet, La Mandorle 66740 Saint-Genis des Fontaines, FRANCE.